# Цзючжайгоу
Цзючжайгоу (кит. трад. 九寨沟, спр. 九寨溝, піньїнь: Jiǔzhàigōu, буквально «Долина дев'яти селищ») — мальовнича місцина, що розташована у повіті Цзючжайгоу (Нгава-Тибетсько-Цянська автономна префектура провінції Сичуань, до перейменування — повіт Наньпін) на заході Китаю. Характеризується численними озерами, лісами та горами. Включено до списку Всесвітньої спадщини ЮНЕСКО 1992 року.

## Опис
Розташовано в північній частині піка Герна в південній частині гірської частини Мін. Тут присутня річка Цзялін, що є одним з джерел річки Янцзи. Ця область Тибетського нагір'я межує з провінцією Сичуань. Має складну геологічну структуру з гірських і високогірних систем із багатими пісковиками, сланцями, доломітами, туфу. Гірська місцина чергується з озерами. Клімат субтропічний. На території Цзючжайгоу мешкає 1000 осіб у 112 родин.
Основна долина Цзючжайгоу знаходиться у формі букви «Y», близько 50 км завдовжки. У долині є кілька озер і водоспадів.
Примітивні ліси вкривають більше половини загальної площі Цзючжайгоу, складаються з широколистяних лісів і рідколісь. Присутня велика різноманітність рослин — до 2000 видів — у незайманих широколисних лісах, що поширюються майже на 30000 га. Тваринний світ складається з 170 видів хребетних і 141 видів птахів, 17 з яких перебувають під охороною держави. Найвідомішими є велетенська та мала панди, золота панда, суматранський козеріг, водяний і біломордий олені, китайський монал.